# رود اسنوف
رود اسنوف ریزابه راست رود دسنا است. این رود از استان بریانسک در کشور روسیه و استان چرنیهیو در کشور اوکراین می‌گذرد و طول آن ۲۵۳ کیلومتر است. هم‌چنین مساحت حوضه آبریز این رود ۸۷۰۰ کیلومترمربع است. بخشی از این رود مرز میان روسیه و اوکراین را تشکیل می‌دهد.